# کابسن د لا سیرا
کابسن د لا سیرا (به اسپانیایی: Cabezón de la Sierra) یک شهرستان در اسپانیا است.